# St. Michael (Zimmern)

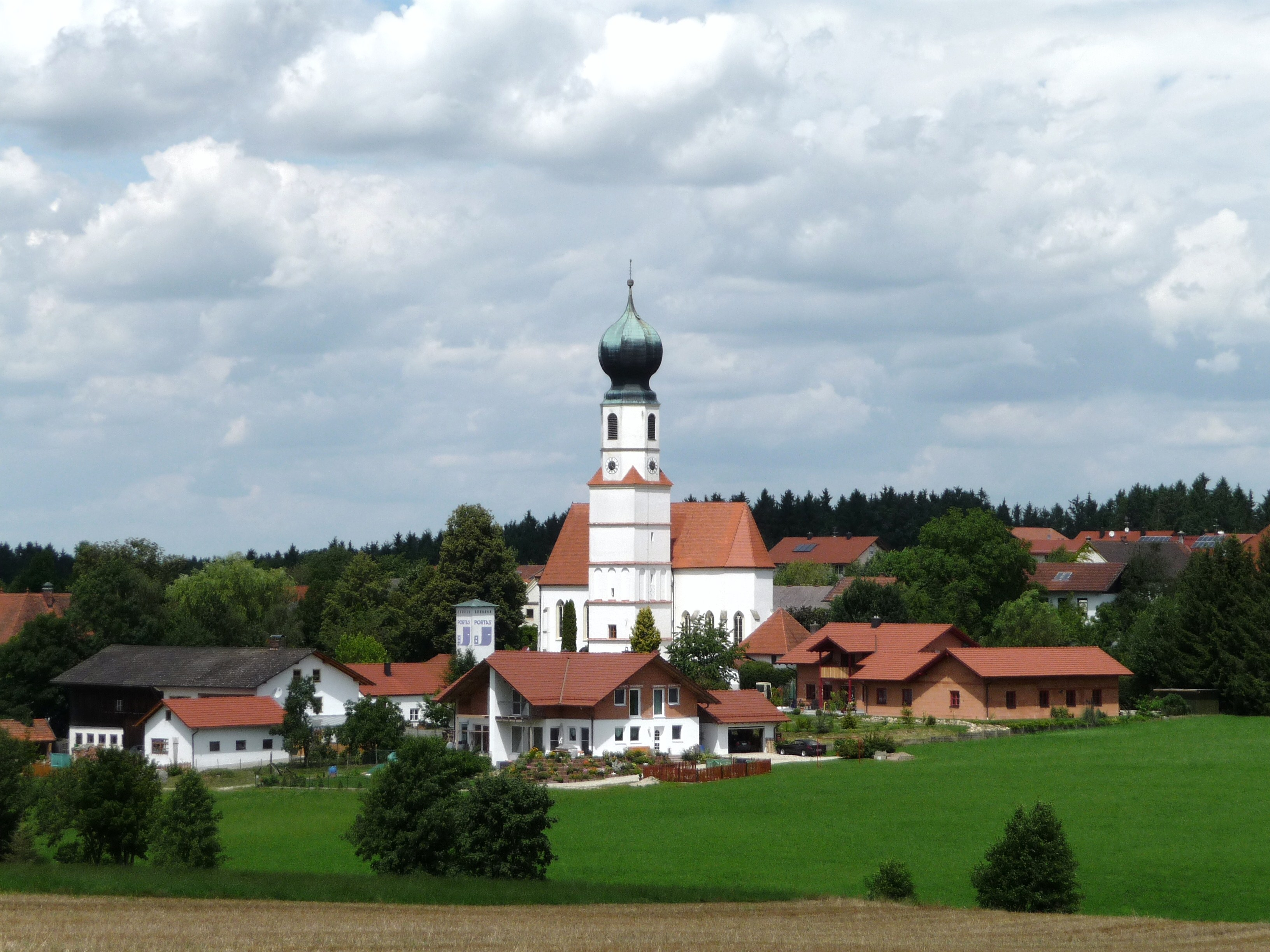
Pfarrkirche Sankt Michael in Zimmern

Die katholische Pfarrkirche St. Michael ist dem Erzengel Michael geweiht und liegt in dem Ortsteil Zimmern der Gemeinde Tann (Dr.-Eichinger-Straße 5). Der ursprüngliche Kirchenpatron war der hl. Georg, dieser wird aber nur einmal in einer Urkunde des Erzbistums Salzburg von 1318 erwähnt. Zwischen 1541 und 1700 fungierte der hl. Vitus als Kirchenpatron und folglich hieß Zimmern stets St. Veits Gotteshaus. 1693 wurde der Erzengel Michael als Zentralbild auf dem Hochaltar aufgestellt und in den Salzburger Urkunden sind in der Folge als Patrone der Erzengel Michael und St. Veit gemeinsam genannt. In den Salbüchern von 1645 und 1679 wird nur mehr der Erzengel Michael als Patron der Kirche aufgeführt, das Patrozinium wurde aber immer am St. Veits-Tag abgehalten.

## Geschichte
Zimmern gehörte, im Erzbistum Salzburg liegend, ursprünglich zur Pfarrei Stammham. Durch die Edlen von Tann und die Grafen von Leonberg erhielt die Kirche in Zimmern reichlich Grundbesitz geschenkt. Dies war die Voraussetzung dafür, dass Zimmern zusammen mit Tann aus dem Pfarrverband Stammheim ausgeschieden ist und zu einer eigenen Pfarrei gemacht wurden. Das Patronatsrecht lag bei den Grafen von Leonberg, an diese (bzw. später an den kurfürstlich-Wittelsbacher Kasten zu Burghausen) waren jährliche Abgaben in der Höhe von ein Schaff Getreide und das Vogtgelt (2 Gulden, 17 Kreuzer, 1 Heller) zu entrichten.
Am 20. Juli 1316 schenkte Graf Heinrich VII. von Leonberg seine Besitzungen zu Zimmern und Tann der von seinem Großvater gegründeten Deutschordenskommende Gangkofen. In Gangkofen wurde die Urkunde durch den Ritter Konrad Trenpeck, den Gangkofener Propst Konrad und seinem Sohn Wolfgrim, von Ludwig Rättlskofer und Heinrich Schreiber von Salweit unterzeichnet. Graf Heinrich wollte mit dieser Schenkung die Hospitalbrüder der Hl. Maria der Jerusalemer Deutschen (fratres hospitalis sanctae Mariae Teutonicum Jerusolimanorum) unterstützen. Diese Schenkung wurde auch in eigenen Urkunden von Kaiser Ludwig dem Bayer (zu ewigem und vollem Recht) und den bayerischen Herzögen Heinrich, Otto und Heinrich unterzeichnet. Dies war notwendig, um den Besitz der Kommende gegen den absehbaren Zugriff der Wittelsbacher zu schützen. Mit dem Erzbistum Salzburg mussten ebenfalls Übereinkommen getroffen werden. Dabei wurde das Präsentationsrecht dem Grafen bzw. der Kommende Gangkofen zugeschrieben, die Einsetzung wurde jedoch vom Erzbischof vorgenommen, wobei auch Abgaben zu leisten waren. 1318 wurde dies mit Erzbischof Friedrich III. von Leibnitz und dem Salzburger Domkapitel ausgehandelt. Zimmern galt als ständige Vikarie und der dortige Vikar (Pfarrer genannt) musste dem Komtur von Gangkofen ein Absentgeld in der Höhe von 16 Regensburger Pfennigen aus dem Ertrag der Pfründe entrichten. Auch die übrigen Einkommen mussten nach einer Übereinkunft von 1342 mit der Kommende geteilt werden, wobei ein Drittel in Zimmern verblieb und zwei Drittel an die Kommende gingen.
Die Pfarrei Zimmern machte auch die wechselvolle Geschichte Salzburgs zu Beginn des 19. Jahrhunderts mit: Zuerst kam sie an das Herzogtum bzw. Kurfürstentum Salzburg (1803–1805), dann an das Kaiserreich Österreich (1806–1808), dann an das Kaiserreich Frankreich (1809–1810) und letztlich an das Königreich Bayern (ab 1810). 1812 wurde die Pfarrei dem Bistum Passau einverleibt.
Die besondere Verbundenheit der Pfarre Zimmern mit der Deutschordenskommune Gangkofen kommt auch in den bis in die 1970er Jahre stattgefundenen jährlichen Wallfahrten nach Heiligenstadt zur Wallfahrtskirche St. Salvator zum Ausdruck, letztere Kirche gehörte zur Schenkung der Grafen von Leonberg zur Gründung der Deutschordenskommune Gangkofen am 9. August 1279.

## Baulichkeit
Die Kirche ist ein einschiffiger spätgotischer Bau mit einem südseitigen Turm und einer nördlich gelegenen Seitenkapelle aus dem späten 15. Jahrhundert. Der Chor und der östliche Teil der Seitenkapelle stammen noch aus dem 14. Jahrhundert. Die Seitenkapelle könnte älter sein als das Langhaus; sie wurde 1897 restauriert. Der Chor des Hauptschiffes besitzt zwei Joche und einen Drei-Achtel-Abschluss. Die Kreuzrippengewölbe weisen einen Kappenschluss auf. Im Langhaus sind Netzgewölbe, die sich auf rechteckigen, mit Rundstäben profilierten Wandpfeilern mit gefassten Schildbögen erheben.
Nach dem Zweiten Weltkrieg musste der Kirchturm abgetragen werden, wurde aber wieder originalgetreu aufgebaut. Seine Zwiebel ragt über den Turm hinaus. Der Innenraum des Hauptschiffes besitzt heute eine Rokokoeinrichtung. Besondere Beachtung verdient die nördliche Seitenkapelle wegen der seltenen Deckenfresken im Nazarenerstil. In ihr befindet sich auch der neue Taufstein. Der spätgotische Taufstein von 1500 wurde allerdings zerschlagen. Barockfiguren des hl. Veit und des hl. Florian schmücken den Hochaltar der Kirche. Um 1700 wurden die Nebenaltäre mit Muschelwerkschnitzerei angebracht. Vermutlich stammen sie von dem Münchener Hofbildbauer Johann Baptist Straub. Die Kreuzigungsgruppe wurde von Peter Dionysius Schwanthaler geschnitzt.
Neben der Kirche liegt der Pfarrhof von Zimmern, der früher Sitz der Deutschordenskommende von Gangkofen war. Dieser Pfarrhof ist ein zweigeschossiger Massivbau mit einem Halbwalmdach von 1725. Daneben befindet sich ein langgestreckter Stallstadel mit Satteldach von 1849/51. Bemerkenswert ist auch die Einfriedungsmauer mit Torpfeilern, die im Kern wohl aus dem 18. Jahrhundert stammen.